# 许昌卷烟总厂
许昌卷烟总厂是一家许昌烟草生产企业，公司地址位于许昌市魏都区帝豪路688号。主要品牌为金许昌和帝豪，其销量在许昌地区乃至河南省占很大比例。年产量规模107万箱，资产总额47亿元。它是中国重点卷烟工业企业，多次入选中国企业500强、全国纳税百强企业，为河南省纳税第一大户。

## 历史
公司始建于1949年2月。2003年7月，原许昌卷烟厂和驻马店卷烟厂实施兼并重组，成立许昌卷烟总厂。2005年4月，许昌卷烟总厂对原南阳卷烟厂实施兼并重组。
现生产规模位列全国同行业第11位，2004年总厂共生产卷烟73.64万箱，实现销售收入34亿元。
许昌卷烟总厂是河南中烟工业有限责任公司的重要成员。

## 荣誉
先后荣获以下荣誉：
- 全国精神文明建设先进单位
- 全国质量管理先进单位
- 全国思想政治工作优秀企业
- 全国厂务公开先进单位
- 全国模范职工之家